# Power Girl
Power Girl, il cui nome kryptoniano è Kara Zor-L o Kara Zor-El mentre il nome terrestre è Karen Starr, è un personaggio dei fumetti creato da Gerry Conway, Joe Orlando, Ric Estrada e Wally Wood, pubblicato dalla DC Comics. Il personaggio fa il suo esordio in All-Star Comics (vol. 1) n. 58 del gennaio 1976.
È la controparte di Supergirl su Terra-Due (realtà alternativa dell'universo DC) e cugina del Superman di Terra-Due. Sebbene siano biologicamente la stessa persona, gli sceneggiatori vollero enfatizzare la sua maturità rispetto a Supergirl con un carattere più equilibrato, uno stile di combattimento più aggressivo e una diversa identità segreta. Si differenzia anche nel vestiario, poiché indossa un costume bianco con una scollatura che lascia scoperto un seno abbondante. Kara (in Un anno dopo), è stata membro della Justice Society of America, Infinity, Inc., Justice League of America e Birds of Prey.
Il personaggio, divenuto molto popolare negli anni soprattutto tra i cosplayer, è stato inserito dalla rivista Comics Buyer's Guide, 5º posto nella lista delle 100 donne più sexy dei fumetti tra Zatanna (al 4º posto) e Wonder Woman (6º posto).

## Aspetto
L'artwork originale di Wally Wood del 1976 su Power Girl, raffigura una donna dal seno prosperoso, ma dal resto del corpo conforme con il canone delle altre donne dei fumetti. Tuttavia, in Wonder Woman n. 34 (2009), scritto da Gail Simone, Dinah Lance (Black Canary) afferma che Power Girl ha il miglior seno del DCU, paragonandolo ad un "tesoro nazionale". Il suo vestito più comune è un body bianco a maniche lunghe, che ricopre gran parte del corpo, e un'ampia apertura sul petto.
Secondo lo scrittore della serie a lei dedicata (intitolata Power Girl) Jimmy Palmiotti, "Quando il personaggio è stato creato, Wally Wood è stato l'artista che ha disegnato Power Girl ed era convinto che i redattori non prestassero attenzione a tutto ciò che ha fatto. Ogni numero aveva intenzione di disegnare le tette più grandi fino a quando qualcuno non se ne sarebbe accorto. Ci sono voluti circa sette o otto numeri prima che qualcuno dicesse come ehi, che cos'ha alle tette? Ed è lì che si sono fermati".
Power Girl era un tempo ritratta con un fisico atletico ma snello. Gli artisti Bart Sears (nella serie Justice League Europe), e più tardi Alex Ross (nella serie limitata Kingdom Come) le hanno restituito le forme da super-dotata. Ross ha aggiunto una piccola modifica, rendendo il personaggio più muscoloso.
Il personaggio è costantemente rappresentato come una giovane donna dal seno grande e il suo fisico, essendo uno dei suoi attributi più riconoscibili, l'ha resa protagonista di molti momenti seri e soprattutto umoristici da parte degli sceneggiatori.
Ad esempio, Justice League Europe n. 37 del 1992 tenta di spiegare il costume rivelatore di Power Girl in seguito ad una domanda di Crimson Fox; lei risponde dicendo che il costume "mostra quello che sono: femmina, sana, se gli uomini vogliono degradarsi fissando, è un problema loro, non ho intenzione di scusarmi per questo".
Al contrario, in JSA: Classified n. 2 del 2005 Power Girl, a proposito della sua scollatura, rivela a Superman che "la prima volta che ho fatto questo costume, volevo avere un simbolo, come te. Non riuscivo a pensare a niente e pensavo che alla fine, l'avrei capito e chiuso il buco, ma non l'ho fatto". Un trattamento simile del personaggio può essere visto in Superman/Batman n. 4 (scritto da Jeph Loeb), in cui gli eroi hanno bisogno di tenere occupato il Giocattolaio mentre Batman e Superman combattono Capitan Marvel e Hawkman. Batman suggerisce che le dotazioni di Power Girl potrebbero distrarre il Giocattolaio, un ragazzo di tredici anni, che tenta più tardi di fare riferimento alle dimensioni del suo petto prima di essere sconfitto da Batman. Una variante di questo scherzo è inclusa nel film Superman/Batman: Nemici pubblici.
In Justice League: Generation Lost n. 16, sfoggia una variante del suo costume tradizionale che include i pantaloni.
Per il riavvio della DC del 2012 della sua continuity, The New 52, Power Girl è stata reintrodotta nell'universo DC come prima Supergirl di Terra-Due, dove indossa una variante del tradizionale costume Supergirl disegnato da Kevin Maguire che presenta guanti e cintura rossi e un nuovo scudo a S, identico al nuovo Superman di Terra-Due, e ha un mantello che si attacca direttamente allo scudo. Tuttavia, alcuni aspetti della sua continuity sono stati mantenuti: è stata ancora adottata da Clark Kent e Lois Lane, sposata su Terra-Due prima della loro morte e utilizza ancora l'identità segreta dell'imprenditrice di software Karen Starr. Dopo un po' 'di tempo, decide di assumere una nuova identità, mentre ora è intrappolata nel mainstream DC Earth. Qui adotta l'identità Power Girl, in cui indossa un completo monopezzo bianco che copre le gambe e un mantello rosso che si attacca a un nuovo simbolo sopra il seno sinistro. In Supergirl n. 19, torna al suo costume classico, completo con l'apertura sul petto, dopo che il suo costume in quel momento rimase rovinato. Più tardi, quando torna nel suo mondo di origine, scopre che suo cugino e padre adottivo Superman, resuscitato da Darkseid, si sacrifica per aiutare a fermare l'attacco del tiranno di Apokolips sulla Terra. Dopo la sua seconda morte, la madre adottiva di Power Girl Lois Lane (Red Tornado) le dà il simbolo della speranza a forma di S dal petto di Superman, che poi diventa una parte del costume di Power Girl.

## Storia editoriale

### Concezione
Power Girl è stata introdotta in All Star Comics n. 58 nel 1976, ed è stata membro della squadra di supereroi della Justice Society of America per il resto degli anni '70 e '80 conosciuta come "Età del Bronzo" del fumetto. L'allora editore della Marvel Comics Stan Lee disse nel 1978 a proposito della creazione di Power Girl della DC Comics dopo che la Marvel introdusse Power Man: "Sono piuttosto seccato per questo... Devo chiedere all'avvocato della Marvel: lei dovrebbe intentare una causa per questo e non ho saputo nulla, non mi piace l'idea ... Sapete, anni fa abbiamo fatto uscire Wonder Man e [DC Comics] ci hanno fatto causa perché avevano Wonder Woman, e... ho detto okay, interrompo Wonder Man. E all'improvviso hanno Power Girl. Oh, ragazzo, quanto ingiusto".

### Pubblicazioni
Dopo che All Star Comics fu cancellata come parte della DC Implosion, il personaggio ha continuato ad apparire insieme al resto della JSA in Adventure Comics per una serie di sei numeri. A causa del suo status di personaggio tra i più popolari di All-Star Comics in quel momento, le è stata assegnata una prova da solista nei numeri 97-99 della serie Showcase, che ha ampliato le sue origini pre-Crisi. Durante questo periodo, era un personaggio regolarmente presente dei crossover annuali della Justice Society nella serie originale di Justice League of America. È stata membro fondatore di Infinity, Inc., apparendo in ciascuno dei primi 12 numeri e facendo altre comparse in seguito.
Dopo la trama di Crisi sulle terre infinite che alterna la continuità di DC, la sua origine è stata ritoccata in Secret Origins vol. 2, n. 11 e divenne un personaggio basato sulla magia con legami con l'antica Atlantide, che portò alle apparizioni in The Warlord. Il personaggio non ha ricevuto la sua omonima serie fino alla miniserie Power Girl del 1988. Il personaggio è diventato membro di Justice League Europe (uno spin off della Justice League International) per la serie. Dopo l'annullamento di JLI, il personaggio si è unito alla serie di proprietà di Chris Claremont, la sovrintendente Seven, ed è apparso in diversi numeri di Birds of Prey. Alla fine si unì alla Justice Society in JSA n. 31 e divenne una parte regolare di quella serie e del suo seguito, Justice Society of America vol. 3.
Power Girl ha avuto un ruolo significativo negli eventi che cambiano la continuità di Crisi infinita (2005), che la porterà ad avere il ruolo da protagonista nel primo episodio della serie JSA Classified "Power Trip" nel 2005 (numeri 1-4 della serie). Queste storie contenevano la rivelazione che Power Girl era in effetti la Power Girl di Terra-Due e una kryptoniano, sopravvissuto a Crisi, e che le sue origini di Atlantide erano state una bugia. A partire da luglio 2009, Power Girl ha ricevuto la sua prima serie, intitolata semplicemente Power Girl (vol. 2), con i primi dodici numeri scritti da Jimmy Palmiotti e Justin Gray, disegnati da Amanda Conner, e inchiostrati da Paul Mounts. Secondo il sito Comic Book Resources, la serie è stata "lodata selvaggiamente per il suo approccio fresco e divertente".
Quando Palmiotti, Gray e Conner abbandonarono la serie dopo il numero 12, Palmiotti disse: "Amanda diceva sempre che poteva semplicemente impegnarsi nella serie per un anno, e quando ci siamo resi conto che non potevamo fare lo stesso con un altro artista a questo punto e ha deciso che sarebbe stata una buona idea andarsene e lasciare ad un altro team"". Judd Winick è diventato scrittore con l'artista Sami Basri a partire dal numero 13. Winick ha dichiarato che il tono del libro continuerà, e le vicende del personaggio continueranno a svolgersi ancora a New York.
Palmiotti e Conner portano Power Girl nella serie Harley Quinn, nel quale compare nei numeri 11-12-13 al fianco di Harley Quinn, protagonista della serie omonima. Nel 2015 è ancora una volta co-protagonista della miniserie in sei parti Harley Quinn and Power Girl, scritta e disegnata sempre da Palmiotti e Conner.

### Pubblicazioni in lingua italiana
La prima apparizione in Italia di Power Girl risale al 1991, su Play Saga n. 3 edito da Play Press; l'episodio pubblicato è tratto dalla saga "Crisis on Infinite Earths": proprio quella che sancisce la fine della prima fase editoriale del personaggio, che viene introdotto ai lettori italiani da un breve redazionale. La sua prima apparizione assoluta viene invece tradotta in Italia solo nel 2007 su La Società della Giustizia n. 1 edito da Planeta DeAgostini, ben 39 anni dopo la prima pubblicazione in America su All-Star Comics n. 58.
La Play Press pubblica le sue apparizioni all'interno della nuova Justice League, nel mensile American Heroes, e successivamente su vari albi speciali, tra cui spicca la miniserie "Venga il tuo regno" (Kingdom Come in originale). Planeta De Agostini ha raccolto alcuni albi della serie Power Girl del 2009 in tre volumi tra il 2010 e il 2012. Il primo numero è stato pubblicato nel gennaio 2009, nel febbraio 2009 il secondo numero e nel marzo il terzo ed ultimo. Nel febbraio 2016 viene pubblicato il primo numero da Lion Comics della mini-serie in sei parti Harley Quinn and Power Girl (pubblicata nell'agosto 2015 negli Stati Uniti) ed inserita all'interno di Superman n. 46.

## Biografia

### Origini
Come suo cugino Kal-L anche Kara fu salvata dalla distruzione di Krypton con una navetta che l'avrebbe portata sulla Terra. Tuttavia la navetta viaggiava molto lentamente e quando atterrò Kara erano già passati decenni e lei era diventata già una ventenne mentre il suo corpo era in stasi (i suoi anni furono poi ret-connati a 18). L'esistenza di Power Girl non è rivelata al grande pubblico fino a molto più tardi; suo cugino Clark e la moglie Lois Lane le forniscono un ambiente familiare per favorire la transizione verso le relazioni della vita reale. Nella sua prima avventura registrata, Kara aiuta i membri della Justice Society of America, Flash e Wildcat, a contenere un'eruzione vulcanica indotta artificialmente in Cina. Poi si unisce a Robin e Star-Spangled Kid per formare una Super Squad per aiutare la Justice Society a sconfiggere Brainwave e Per Degaton, che stavano causando disastri in tutto il mondo. Spinge la loro base verso il Sole, il calore che fa cadere i cattivi incoscienti. Più tardi, diventa membro a pieno titolo della Società quando Superman si ritira dall'appartenenza attiva.
Essendo stata cresciuta dalla nave aliena con esperienze di vita kryptoniane artificiali, Power Girl trova difficile adattarsi alla vita sulla Terra. Tuttavia, con l'aiuto del giornalista Andrew Vinson, adotta l'identità segreta della programmatrice di computer Karen Starr (ottiene le sue conoscenze in questo campo dall'esposizione al raggio viola di Wonder Woman sull'Isola paradiso). Nella pre-crisi Earth-Two, l'amico più intimo di Power Girl è la Cacciatrice, la figlia di Earth-Two Batman e Catwoman.

### Crisi sulle Terre infinite
In seguito a Crisi sulle Terre infinite, Terra-Due sparisce e, nella nuova realtà, la storia di Kara viene cambiata. Le viene detto che non è una kryptoniana, ma un'atlantidea discendente del mago Arion e rimasta per anni in animazione sospesa. Power Girl entra a far parte della Justice League Europe, ma viene gravemente ferita. Grazie a Superman, si riprende ma avendo perso la capacità di volare e la vista calorifica. Successivamente riprende i suoi poteri.
Durante l'evento Ora zero - Crisi nel tempo, sperimenta anche una specie di gravidanza mistica dando alla luce un figlio che invecchia rapidamente e sparisce. La cosa non è mai stata più menzionata. Power Girl lascerà la lega della giustizia per diventare un'eroina solitaria. Parteciperà anche ad una missione con il supergruppo noto come Birds of Prey, che finirà in un fallimento enorme, e porterà alla morte di moltissime persone. Sconvolta, Kara giurerà di non partecipare più a missioni eroiche con quel gruppo incolpando Oracolo. Rientrata nella Justice Society, Kara incontrerà il mago Arion che le rivelerà che il suo retaggio atlantideo è una menzogna.

### Crisi infinita
Kara rincontrerà nuovamente lo Psico-Pirata, che mostra a Kara molteplici versioni della sua origine nel tentativo di farla impazzire. Alla fine, rivela la verità: Power Girl è una sopravvissuta di Krypton dalla dimensione che conteneva la Terra-Due pre-Crisi. Quest'ultimo, insieme alla sua Lois (ormai invecchiata), era riuscito a sopravvivere alla prima crisi insieme ad Alexander Luthor Jr. e Superboy Prime. Kara rivede così i suoi genitori adottivi riacquistando memoria di quel periodo. Successivamente viene però catturata da Prime e Alexander che la collegano ad un macchinario, insieme ad altri esseri che hanno legami coi mondi pre-Crisi, che ricrea il multiverso. Power Girl viene liberata da Wonder Girl e Kon-El e partecipa alla battaglia finale contro Superboy-Prime assistendo alla morte di suo cugino Kal-EL. Per un breve periodo, Power Girl agirà come mentore della più giovane Supergirl nella città miniaturizzata di Kandor, indossando i panni del supereroe locale, Nightwing. Successivamente rientrerà nella Justice Society guidandola temporaneamente. Con il multiverso ricreato si scopre che esiste una nuova Terra-Due dove però Superman non c'è; Kara si scontra con la Power Girl e la Society di quel mondo capendo alla fine che ormai la sua casa è Terra-1.

### La nuova vita a New York
Nella sua serie, Power Girl riprende la sua identità di Karen Starr trasferendosi a New York ed aprendo una società col suo nome, la Starr Enterprises. Farà da mentore alla nuova Terra (una ragazza di nome Atlee) e affronterà minacce come Ultra-Humanite che voleva trasferirsi nel suo corpo. Usando il suo alito di ghiaccio per distruggere le manette che la bloccavano, Power Girl sconfigge facilmente il cattivo e salva New York. Aiuterà anche un trio di aliene smarrite e dovrà respingere le avance di Vartox. Aiuta anche un trio di principesse aliene perse e la loro guardia del corpo ad adattarsi alla vita sulla Terra, comprandole una casa in Sud America per rimanere fino a che non riescono a tornare al loro pianeta natale.
Quando la Società della Giustizia si dividerà in due squadre, Kara affiancherà Magog, Stargirl ed i membri più giovani. Durante gli eventi de La notte più profonda, entrambe le squadre della JSA si riuniscono a Manhattan per respingere l'invasione del Corpo delle Lanterne Nere. Diversi membri del team esaminano i cadaveri di Kal-L e dello Psico-Pirata, entrambi rianimati come Lanterne Nere per venire nuovamente uccisi durante una battaglia con Superboy e Superman. Karen scoppia in lacrime vedendo il corpo contorto di Kal-L e giura vendetta su chiunque si trovi dietro la creazione delle Lanterne Nere. Mentre si sta dirigendo verso le strade di Manhattan per aiutare i suoi compagni di squadra, Karen sente Ma Hunkel che urla. Si precipita al suo fianco, solo per vedere Ma venire attaccata dalla Lanterna nera Lois Lane-Kent di pre-Crisi di Terra-Due. Lois Lanterna Nera si sacrifica rimuovendo il suo anello e dandolo a Kal-L per rianimarlo. Durante la battaglia tra Kal-L e Power Girl, Mr. Terrific inventa una macchina per distruggere le Lanterne Nere. Attiva la macchina e spazza via la connessione dell'anello della Lanterna Nera a Kal-L, che si dissolve completamente.

### Nel giorno più splendente
Successivamente, durante gli eventi de Nel giorno più splendente verrà posseduta da un'entità cosmica di nome Starheart che la spingerà ad attaccare i compagni; una volta libera aiuterà Mr. Terrific a costruire una macchina per combattere i poteri dell'entità mentre questa prendeva il controllo di altri eroi. Nondimeno, lo Starheart prende il controllo del corpo di Miss Martian e si trasforma nella sua forma di marziana bianca, facendole nuovamente attaccare i suoi compagni. Alla fine, Batman le dice di rimanere sulla Terra e cercare di combattere gli altri meta-umani controllati dallo Starheart, spiegando che portarla con sé metterebbe a repentaglio la missione.
Nella miniserie Justice League: Generation Lost, Kara aiuterà Booster Gold aiuta i suoi compagni eroi in una caccia all'uomo globale per rintracciare Maxwell Lord, l'ex capo della Justice League International e l'assassino di Ted Kord che aveva usato i suoi poteri mentali per cancellare da tutti il suo ricordo, lei compresa. Successivamente aiuta Booster Gold a trovare la prova dell'esistenza di Lord. Nel corso della loro ricerca, durante la quale Power Girl incontra Divine, un clone dai capelli corvini, riesce a riconquistare la sua memoria da Lord. Mentre tenta di informare la Justice Society di questo, Lord usa i suoi poteri per prendere il controllo di lei e attaccare la Justice League International, ma riesce a convincere gli altri della sua esistenza attraverso l'esumazione del cadavere di Ted Kord.

### The New 52
Durante il rilancio del 2011 dell'intera linea di supereroi della DC Comics conosciuta come The New 52, Karen Starr appare nella serie Mister Terrific come amica dell'eroe titolare, con cui ha una relazione casuale. Nella serie, Starr è ancora il capo della Starr Enterprises, che è stata finanziata dalla sua compagna d'armi Helena Wayne (Cacciatrice) dopo che quest'ultima ha violato i conti della Wayne Enterprises. Da una società di progettazione e sviluppo di software, Starr Enterprises ora acquista proprietà intellettuale e tecnologia con possibilità di accesso interdimensionale in modo che le due donne possano tornare a casa.

Power Girl (la penultima da destra) sulla copertina di DC Universe 31

Power Girl in seguito compare in una nuova serie, Worlds 'Finest, che è stata presentata per la prima volta nel maggio 2012. Nella nuova continuità sia lei che Cacciatrice, con cui è partner, provengono dalla Terra-Due ma sono stati gettati nell'universo di Prime Earth da un interdimensionale vortice di origine sconosciuta durante le fasi conclusive di un'invasione da Apokolips-2 che ha tolto la vita a Wonder Woman, Batman e Superman di Terra-Due. Viene anche rivelato che prima di adottare lo pseudonimo di Power Girl, ha funzionato come Supergirl di Terra-Due e, in netto contrasto con Supergirl di Prime Earth, Karen ama la sua Terra adottiva con passione ed è stata accettata a braccia aperte da un pubblico adorante.
Power Girl alla fine tornò nella sua Terra madre nella mini-serie settimanale Earth 2 World's End per collaborare con il nuovo Superman di Terra-Due Val-Zod.

### L'alleanza con Harley Quinn
Una Power Girl temporaneamente amnesica proveniente da una realtà apparentemente alternativa (non la Terra-Due, ma più reminescente della pre-New 52 Power Girl) viene portata realtà di Harley Quinn. A causa di un attacco da parte di alcuni alieni malvagi, fu respinta sulla Terra e atterrata ai piedi di Harley Quinn, priva di ricordi. Harley la prese temporaneamente come partner, flirtò con lei e combatterono insieme il crimine prima di essere inviati attraverso l'universo alla ricerca di un ritorno a casa. Quando Power Girl recuperò i suoi ricordi e si rese conto che Harley le aveva mentito, non riuscì a restare arrabbiata con lei e la perdonò.
È riapparsa più volte insieme ad Harley Quinn da allora. Come quando salvò Harley dall'annegamento o più di recente quando Harley fu coinvolto nel tentativo di calmare e persino riabilitare un aspirante signore alieno. Quando è stata vista per l'ultima volta Power Girl e un'altra super-eroina, Terra (Altee) che sembra essere la sua nuova compagna, stavano arrivando appena l'alieno ha iniziato a distruggere un Deli ebreo e l'area circostante e Harley (con lo stesso abito da combattimento che indossava lavorare con Power Girl) è sollevato nel vederli. Quindi accetta di uscire con lui, sacrificando la sua dignità, finché non si fa avanti. Altee già conosceva Harley e i due osservarono l'appuntamento con interesse e battute spiritose finché i combattimenti non iniziarono. In seguito Harley stava suggerendo di scaricarlo su un altro pianeta o ucciderlo quando si allontanò e fu investito da un camion. Harley e Altee poi uscirono con alcuni dei suoi amici.

### Rinascita
Nel post Rinascita dell'universo DC, Power Girl (Karen Starr) sembra essere intrappolata in una sorta di vuoto interdimensionale tra le terre. Tanya Spears cerca di far uscire Karen Starr usando un transponder eterico che le permette di viaggiare lì in uno stato incorporeo, ma il suo corpo fisico è stato disconnesso dalla macchina da un ignaro Kid Flash (Wallace West), quindi entrambe le donne rimangono intrappolate.
In Doomsday Clock, Power Girl ritorna insieme a molti altri supereroi nell'universo DC quando il Dottor Manhattan, ispirato da Superman, annulla le modifiche apportate alla sequenza temporale.

## Poteri e abilità
Power Girl possiede tutti i classici poteri di Superman: super forza, volo, super velocità, invulnerabilità, resistenza sovrumana, vista a raggi x, vista calorifica, Capacità di lanciare un raggio di energia dagli occhi, super sensi, capacità di emettere dalla bocca onde sonore potentissime super soffio e soffio gelante
Nella Justice League Europe i suoi poteri vennero ridimensionati a causa di ferite conseguenti di un attacco mistico, ma in seguito li recuperò a pieno.
È molto abile anche nel combattimento corpo a corpo, grazie agli insegnamenti di Wonder Woman.
Sebbene Power Girl provenga da un universo alternativo, la sua biologia kryptoniana è simile a quella di Superman. Essendo uno dei pochi personaggi sopravvissuti alla Crisi sulle Terre infinite, l'editoriale della DC inizialmente non era sicuro di come interpretare il personaggio e tentò di ritrarre Power Girl con un'origine non-kryptoniana per diversi anni. Le abilità di Power Girl sono state incerte dal 1986. Per un po' di tempo, Power Girl credette di essere un'atlantidea. A un certo punto, Power Girl possedeva la telecinesi; era vulnerabile agli attacchi da parte di alcuni elementi naturali (ad esempio, le armi di legno). Dopo aver subito gravi ferite da un attacco magico, Power Girl ha mantenuto la super forza, velocità e durata. Tuttavia, in seguito recuperò la sua capacità di volare, e gli scrittori hanno gradualmente ripristinato i suoi superpoteri.

## Altre versioni
- Il primo uso del nome Power Girl fu in una storia in Superman #125 (1958). In questa storia, Lois Lane ha un sogno in cui è una supereroe di nome Power Girl che viene costantemente in aiuto di un imbranato Clark Kent che sogna come supereroe di nome Power Man[84]. In Power Girl #23 (giugno 2011), Power Girl adotta il travestimento con parrucca rossa tratto da quest'incarnazione per la sua identità di Karen Starr (insieme agli occhiali), dopo essere stata consigliata da Superman per rendere Karen una persona reale, non solo un costume.
- Nel numero finale del 52 (2007), si forma un nuovo Multiverso, composto da 52 realtà parallele. Le loro storie sono modificate e si riscontrano molti aspetti della pre-crisi su Terra-Due. Questa realtà elencata come "Terra-Due" ha una sua Power Girl che ha trascorso anni nello spazio alla ricerca del cugino perduto Superman. Come mostrato in diversi numeri di Justice Society (vol. 3 #1 (2008) e numeri 18-25), la Power Girl corrente è stata inviata a su Terra-Due post-crisi da Gog ed ha combattuto con la Power-Girl di Terra-Due post-crisi, che la considerava un impostore che aveva causato la scomparsa di Superman.
- Nei Tangent Comics, Power Girl è un supereroe geneticamente ingegnerizzato, ampiamente potenziato, creato dal governo cinese. Questa Power Girl è di origine cinese ed è sposata con Superman di quella realtà che è un uomo afroamericano con vasti poteri psionici. Questa potente coppia ha conquistato la Terra nella realtà di Terra-9.
- La graphic novel di JLA: Another Nail presenta una Power Girl che è alleata di Black Canary e Black Orchid di quella realtà. Sebbene visivamente identica alla sua controparte terrestre, la sua relazione con Superman o se è addirittura una kryptoniana non viene mai rivelata nella storia.
- In Kingdom Come, Power Girl viene ribattezzata Power Woman e assiste Superman nella riforma della Justice League.
- In JLA: Created Equal, Power Girl è un membro della Justice League. Ha una figlia tutta sua, Kara Zor-L II.
- Power Girl è apparsa nel primo numero di Batman: The Brave and the Bold, in cui aiuta Batman a fermare Lex Luthor. Proprio come la sua controparte fumettistica tradizionale, lei proveniva da un Krypton di un universo alternativo. Nella sua identità civile, si chiama Karen Starr ed è una programmatrice di computer. Il suo obiettivo è creare un dispositivo per monitorare le condizioni della Terra, in modo che il suo nuovo pianeta natale non subisca il destino di Krypton[85].
- Una versione di Power Girl è apparsa su Justice League International #5, No Rules to Follow. Questa versione di Kara non ha memoria da dove sia venuta prima che arrivasse sulla Terra. Come parte di una squadra di dieci metaumani che si sono rivelati, si schiera con gli eroi che si nascondono.
- Karen, ora spogliata dei suoi poteri grazie a Obsidian, è apparsa come prigioniera del regime neonazista di Kid Karnevil mostrato nella storyline di Fatherland in Justice Society of America #37-40. È descritta come uno dei pochi supereroi sopravvissuti al mondo, con la maggior parte dei suoi commilitoni giustiziati.
- Una versione anziana, grottesca e cieca di Power Girl, conosciuta come "Vecchia Karrie", è apparsa in una timeline alternativa raffigurata in Justice League: Generation Lost. Ambientato nel 2351, è dichiarata l'unica sopravvissuta di una violenta guerra metaumana istigata da Maxwell Lord. Secondo Karrie, persino gli immortali metaumani furono uccisi durante la guerra. Ha anche affermato di aver perso i suoi poteri, come conseguenza della kryptonite. È ancora in qualche modo viva, dopo più di 300 anni, senza poteri, cibo o sonno[86]. Un'altra futura Power Girl appare più avanti nella serie, combattendo a fianco di una futura incarnazione della Justice League. Quando Captain Atom viene nuovamente inviato nel futuro, incontra una vecchia Kara Zor-L, con i capelli bianchi. Ha abbandonato il suo body classico bianco per uno nero, con braccialetti (simili a quelli di Wonder Woman) e un simbolo come quello di Superman[87].
- Nella linea Ame-Comi, Power Girl è l'equivalente dell'universo di Superman. Lei è Kara Jor-El, figlia di Jor-El, cugina di Supergirl, e la principale protettrice di Metropolis. Non fa sforzi per mantenere un'identità segreta e usa la sua società per utilizzare la tecnologia di Krypton per il miglioramento dell'umanità. Questa versione di Power Girl, insolitamente per la maggior parte delle raffigurazioni di kryptoniani, non ottiene i suoi poteri dal sole[88].
- Una versione dai capelli rossi di Power Girl è vista tra gli agenti impiegati da Monarch nella battaglia sulla Terra-51 durante il Countdown to Final Crisis. Questa versione sembra essere kryptoniana in quanto viene mostrata suscettibile alla kryptonite ed è uccisa dalla versione di Batman di quel mondo.
- Nell'universo di DC Comics Bombshells, Power Girl è stata clonata dal DNA di Supergirl da Hugo Strange durante l'assedio di Leningrado, ed è stata costretta dal suo padrone a combattere Supergirl finché quest'ultima non l'ha convinta a mettersi contro Strange.
- Nella serie Justice League Unlimited, una particolare Power Girl malvagia, priva di mantello e con il nome di Galatea (abbreviato in Tea), compare come uno degli antagonisti delle prime due stagioni. Galatea è un clone di Supergirl creato dal Professor Hamilton più o meno durante gli eventi finali di Superman, quando Superman gli portò la povera Kara intossicata di Kryptonite per colpa dell'esercito. Il motivo per cui Hamilton la creò fu per via che capì perfettamente i timori del Progetto Cadmus, in quanto lo stesso Superman lo costrinse con le minacce a curarla nonostante lui stesso, poco prima, stava cercando di conquistarli sotto l'influenza di Darkseid. A Cadums serviva infatti qualcuno che potesse contrastare la forza del kryptoniano e l'argoriana e quel qualcuno fu appunto Tea, che prima di tutto si liberò di coloro che si erano tirati fuori dal progetto Cadmus, poi tentò di uccidere Kara, Question e Freccia Verde, ma fallì. Infine, con l'aiuto di Amanda Waller condusse un attacco alla Torre di Guardia assieme ad un esercito di cloni dei Ultimen (un altro gruppo di metaumani creati da Cadmus) per distruggere il reattore e uccidere la Justice League, ma finì con il morire elettrificata dal quadro generale della Torre, per mano di Supergirl e Acciaio.
- In DC Super Hero Girls, Powergirl compare come alterego di Supergirl: stufa di essere considerata una semplice copia di Superman e di essere sempre criticata, approfittando del fatto che tutti la credono morta per mano di Livewire, Kara decide di ricrearsi da capo un nuovo alterego, creando Powergirl. Tuttavia, a fine episodio, decide di tornare ad essere Supergirl, notando non solo che le critiche della gente continuano a venire, ma anche perché Powergirl non ha gli stessi onorevoli fini di Supergirl.

## Altri media

### Film
- Il suo vero debutto animato avviene nel film Superman/Batman: Nemici pubblici tratto dall'omonima storia a fumetti[89].
- Power Girl fa un cameo come membro del Sindacato del crimine nel film animato Justice League: La crisi dei due mondi.
- Nel film The Death and the Return of Superman Power Girl è doppiata da Ashley Hinshaw[90][91].
- Nonostante non compaia nel film Batman e Harley Quinn, in un ristorante a tema supereroi (chiamato Superbabes) compare una cameriera che indossa un costume di Power Girl (da notare che la vera Power Girl, non Galatea, era effettivamente comparsa in un fumetto del DCAU). Lo stesso ristorante offre nel menù un "Power Girl Jumbo Combo".
- Power Girl fa una breve apparizione in Teen Titans Go! - Il film (2018).

### Televisione
- Power Girl è nominata da Buffy nella serie Buffy l'ammazzavampiri, nell'episodio n. 18 della seconda stagione, Il mostro (Killed by Death): la protagonista afferma che da bambina avrebbe voluto essere Power Girl.

### Videogiochi
- Power Girl appare nel videogioco DC Universe Online, doppiata da Adrienne Mishler. Nella campagna dei cattivi, i giocatori aiutano Parasite a sconfiggere Power Girl ed a ottenere un campione del suo DNA. È anche un personaggio giocabile in DC Universe Online tramite "Legends PvP".
- Power Girl appare come personaggio sbloccabile tramite DLC in LEGO Batman 3: Gotham e oltre[92].
- Appare in Injustice 2 come prima skin per Supergirl, doppiata da Sara Cravens[93].